# 4152 Weber
4152 Weber је астероид главног астероидног појаса са пречником од приближно 18,20 .
Афел астероида је на удаљености од 3,444 астрономских јединица (АЈ) од Сунца, а перихел на 2,928 АЈ.
Ексцентрицитет орбите износи 0,081, инклинација (нагиб) орбите у односу на раван еклиптике 17,524 степени, а орбитални период износи 2077,808 дана (5,688 година).
Апсолутна магнитуда астероида је 12,40 а геометријски албедо 0,058.
Астероид је откривен 15. маја 1985. године.